# Střídání poručníků
Střídání poručníků (v anglickém originále The Changing of the Guardian) je 11. díl 24. řady (celkem 519.) amerického animovaného seriálu Simpsonovi. Scénář napsal Rob LaZebnik a díl režíroval Bob Anderson. V USA měl premiéru dne 27. ledna 2013 na stanici Fox Broadcasting Company a v Česku byl poprvé vysílán 23. července 2013 na stanici Prima Cool.

## Děj
Nad Springfieldem se přežene bouře a rodina Simpsonových se ji snaží přečkat hraním stolní hry. Náhle Líza spatří tornádo, které se sneslo na zem a vcuclo Spasitele. Homer a Marge jdou hledat Spasitele a připojí se k nim i Lenny a Carl. Čtveřice narazí na tornádo, jež je téměř všechny vcucne a pak Homera a Marge uvězní v budově banky. Policie manžele nakonec dostane ven, ale Marge je ze situace traumatizována. Uvědomí si, že děti nemají řádné opatrovníky, a tak se s Homerem rozhodnou najít někoho, koho by vybrali jako opatrovníka dětí. Zkoušejí dědečka, Patty a Selmu, Homerova nevlastního bratra Herba Powella, Kirka a Luann Van Houtenovy a Cletuse a Brandine Spucklerovy, ale Homer s Marge si všechny rozmyslí a nakonec se po Springfieldu rozšíří zvěst, že hledají opatrovníky pro své děti, na což nikdo jiný ve Springfieldu nechce přistoupit. 
Homer a Marge se rozhodnou hledat na pobřeží nějaké bezdětné páry a nakonec najdou Mava, profesionálního surfaře. On i jeho žena Portia, právnička zabývající se životním prostředím, si získají srdce Barta a Lízy a manželé souhlasí, že se stanou jejich opatrovníky pod podmínkou, že si děti Simpsonových na víkend půjčí. Homer a Marge s tím souhlasí, ale po několika týdnech strávených spolu najdou rodinnou fotografii Mava a Portii s dětmi a zjistí, že je ti dva plánují uvést do své rodiny. Marge se zpočátku diví, že Mav a Portia jsou vhodnější rodiče, než kdy byli ona a Homer, ale Homer ji ujistí, že Bart, Líza a Maggie jsou jejich děti a oni jsou za ně zodpovědní. Oba spěchají k Mavovi a Portii, již se odmítají dětí vzdát, ale nakonec se rozhodnou je nechat jít, když děti řeknou, že mají raději své rodiče než je.

## Produkce a sledovanost
Danny DeVito, který namluvil Herba Powella, v srpnu 2012 na Twitteru uvedl, že bude nahrávat dialogy pro novou epizodu. Díl sledovalo 5,23 milionu diváků a získala rating 2,3 v demografické skupině 18–49. Tím se stal druhým nejsledovanějším pořadem v rámci bloku Animation Domination stanice Fox v ten večer.

## Přijetí
Epizoda získala smíšené až negativní hodnocení. 
Robert David Sullivan z The A.V. Clubu udělil dílu hodnocení C a komentoval jej slovy: „Střídaní poručníků je třemi miniepizodami Simpsonových: komické ztvárnění přírodní katastrofy, otřepaný sitcomový příběh se spoustou opakujících se postav a krátký příběh, v němž naši oblíbenou rodinu ohrožuje hostující hlas týdne.“. Dále uvedl, že „vše je tak uspěchané, že nic z toho nepůsobí smutně, napjatě, srdceryvně ani vtipně“.
Teresa Lopezová z TV Fanatic označila díl za „největší zklamání, jaké si zatím pamatuji“ z 24. řady. Zjistila, že je „velmi obtížné zůstat naladěný po celou epizodu – a to je dost smutné“, a vysvětlila, že „nudnost tohoto dílu spočívá v neinspirativním vyprávění“.
Rob H. Dawson ze serveru TV Equals udělil epizodě stejně negativní hodnocení: „Celé to působí uspěchaně a divně, stejně jako silně prvoplánově.“.